# (8045) Kamiyama
(8045) Kamiyama (1995 AW) – planetoida z pasa głównego asteroid okrążająca Słońce w ciągu 4,2 lat w średniej odległości 2,6 au. Odkryta 6 stycznia 1995 roku.